# Górki (Mnichów)
Górki – część wsi Mnichów, w województwie świętokrzyskim. Największe osiedle Mnichowa, położone w jego północno-zachodniej części. Jest najbardziej na zachód wysuniętą częścią miejscowości. 
To w tej części wsi znajduje się słynny Dąb Mnich.
W czasach kiedy Mnichowem rządził dziedzic tę część nazywano czworakami, a to ze względu na architekturę. Stawiano tutaj domy zwane czworakami.

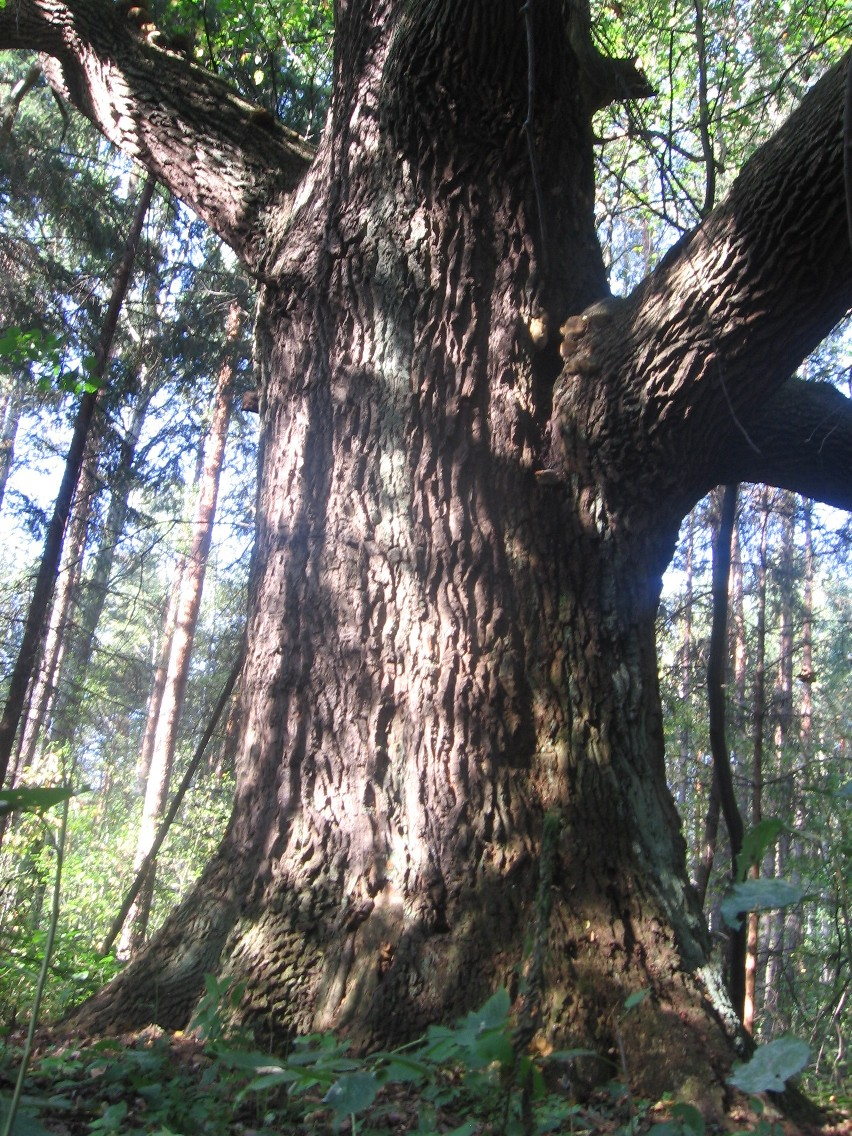
Dąb Mnich